# Caenoplana decolorata
Caenoplana decolorata ist eine Art der Landplanarien in der Gattung Caenoplana, die in Spanien gefunden wurde. Die ursprüngliche Verbreitung ist unbekannt. Verwandte Arten aus derselben Gattung stammen aus Australien und Neuseeland.

## Merkmale
Lebende Individuen der Art Caenoplana decolorata haben einen schlanken Körper mit einer Länge von ca. 5 Zentimetern. Der Rücken ist mahagonibraun gefärbt, in der Mitte befindet sich ein cremefarbener Längsstreifen. Zu den Rändern hin geht die Färbung in einen beige-braunen Ton über. Das Vorderende zeigt eine kupferbraune Färbung. Die Bauchseite weist eine pastell-türkise Mittellinie auf, die zu den Rändern hin ebenfalls in einen beige-braunen Ton übergeht. Auf der Oberseite des vorderen Endes stehen die vielen Augen in einer Reihe, danach verteilen sie sich über eine kurze Strecke auf zwei Reihen, dahinter verlaufen sie wieder in einer Reihe bis zum Hinterende. Die Kriechsohle nimmt annähernd die gesamte Bauchseite ein.

## Lebensweise
Da ein gefundenes Individuum adult war und einen entwickelten Kopulationsapparat aufwies, wird eine sexuelle Fortpflanzung angenommen.

## Verbreitung
Erstmals wurde die Art im Jahr 2012 in der nordspanischen Provinz Girona in einem zur Anzucht von Pflanzen genutzten Gelände entdeckt. Ein Jahr später wurde ein Individuum auch in einem Gewächshaus des botanischen Gartens im französischen Nantes nachgewiesen.
Das genaue Ursprungsgebiet ist unbekannt, wird aber in Australien vermutet, da andere Arten der Gattung Caenoplana von dort stammen. Die Art wurde vermutlich durch den Handel mit Pflanzen nach Europa eingeführt.

## Etymologie
Das Artepitheton kommt vom lateinischen Wort decoloratus (dt. entfärbt) und spielt auf die äußerliche Ähnlichkeit zu Caenoplana coerulea an, die jedoch verhältnismäßig blass und entfärbt wirkt.